# سازمان چریک‌های فدایی خلق ایران
سازمان چریک‌های فدایی خلق ایران سازمانی سیاسی و نظامی مارکسیستی بود که در سال ۱۳۵۰ با شعار و هدف مبارزه جهانی و نهایی با امپریالیسم از اتحاد دو گروه چپ زیرزمینی شکل گرفت. از آنجا که این گروه شاه را آلت دست امپریالیسم تصور می‌کردند، شعارهای اصلی سازمان «مرگ بر امپریالیسم و سگ‌های زنجیریش» و «سرنگونی شاه و حامیان امپریالیستش» بود. بیژن جزنی از نظریه‌پردازان سازمان بر این نظر بود که اصلاحات ارضی انجام گرفته توسط شاه، اختلاف طبقاتی را کاهش داده است و شرایط انقلابی وجود ندارد. از این رو، سازمان چریک‌های فدایی خلق با اعتقاد به مشی چریکی، به چندین عملیات مسلحانه و ترور جهت شعله‌ور ساختن انقلاب در ایران دست زد. این سازمان همچون اکثر احزاب برای آموزش چریک با جنبش‌هایی دیگر نظیر فلسطینی‌ها در ارتباط بودند. برخی اعضای سازمان در کنار چریک‌های مارکسیست در شورش ظفار برای سرنگونی سلطان قابوس جنگیدند و کشته‌شدند.
سازمان چریک‌های فدایی خلق ایران از مهم‌ترین و تأثیرگذارترین گروه‌های مسلح در جریان انقلاب ۱۳۵۷ ایران بود، این سازمان انقلابی اگرچه در رسیدن به هدف ناکام ماند و بسیاری از اعضای خود را از دست داد، تأثیر زیادی در برخی روشنفکران تندرو ایرانی هم نسل خود گذاشت. فدائیان پس از شکل‌گیری توانستند چندین عملیات و ترور مهم و پر سر و صدا مانند حمله به پاسگاه سیاهکل، انفجار دکل‌های برق، انفجار برخی مراکز پلیس، ترور سرلشکر فرسیو رئیس دادرسی ارتش، ترور محمدصادق فاتح یزدی به عنوان یکی از بزرگ‌ترین کارخانه‌داران ایران، حمله و سرقت از بانک‌های حکومت پهلوی و بمب‌گذاری در دفاتر شرکت‌های نفتی آمریکایی انجام دهند. سرقت‌ها به هدف تأمین مالی گروه و تحت عنوان «مصادره اموال بورژوازی به نفع خلق» صورت می‌گرفت. شیوه برخورد این سازمان بر اساس مشی فکری آن عملیات مسلحانه بود که باعث تلفات زیادی در میان خودشان و نیروی مقابل می‌شد. حمید اشرف از اعضای برجسته گروه توانسته بود در عملیات‌های مختلف از دست نیروی‌های انتظامی با استفاده از نارنجک و مسلسل بگریزد. او تنها در یک روز توانسته بود مجموعاً ۸–۹ نفر از افسر گشت و پاسبان تا رئیس کلانتری را در نقاط مختلف به قتل برساند. با وجود برخورد سنگین از سوی حکومت وقت، فداییان خلق با به حرکت درآمدن موج انقلاب سال ۱۳۵۷ و آزادی زندانیان سیاسی، در موقعیت بهتری قرار گرفته و به جذب نیروهای جدید به ویژه در بین جوانان و انبارکردن سلاح پرداختند و در ۲۰–۲۲ بهمن ماه ۱۳۵۷ (تقریباً در هشتمین سالگرد واقعه سیاهکل)، هنگام پایان کار حکومت پهلوی، آخرین تیرهای خلاص خود را به سوی حکومت شلیک کردند.
این سازمان در زمان انقلاب از مدافعان روح‌الله خمینی بود. در میان سازمان‌های گوناگون مارکسیستی پس از انقلاب، فداییان به صورت بزرگ‌ترین آن‌ها ظاهر شد. آنها در بهمن و اسفند ۵۷ متهم به تلاش‌های ناموفق برای حمله و اشغال سفارت آمریکا شدند. در سال‌های ۱۳۵۸ و ۱۳۵۹ به عنوان بزرگ‌ترین سازمان منتقد حکومت جدید (جمهوری اسلامی) محسوب می‌شد و بیش از نیم میلیون هوادار قابل اعتماد داشت. با این‌حال در این سال‌ها به دلیل وجود دو دیدگاه متفاوت در این سازمان در نحوه برخورد با جمهوری اسلامی، انشعابی در آن روی داد و اکثریت اعضا و هواداران، سیاست حمایت از «جناح مترقی» جمهوری اسلامی را که سیاست حزب توده ایران بود، پذیرفتند. جناح مذکور سازمان فداییان خلق ایران (اکثریت) نام گرفت و جناح مقابل که به اقلیت معروف شد، به مبارزه مسلحانه با جمهوری اسلامی روی آورد. در اوایل سال ۱۳۶۲ و تغییر فضای سیاسی و رویکرد جمهوری اسلامی، سازمان اکثریت نیز مانند دیگر احزاب، غیرقانونی اعلام و سرکوب شد.
کتاب ماهی سیاه کوچولو، مدت‌ها نقش مانیفست و بیانه غیررسمی سازمان چریک‌های فدایی خلق ایران را بازی می‌کرد. این گروه ابتدا دلبستگی شدیدی به مائوتسه چین داشت و پس از آن نیز اعضای آن اتحادهای شوروی و چین را کشورهای پیشرو می‌دانستند و بیژن جزنی شعار «سرنگون باد شاه و حامیان امپریالیستش» را به عنوان شعار حزب انتخاب کرد. با گذر زمان و برجسته شدن نقش حمید اشرف، روش‌های استالینیستی این گروه تثبیت و پر رنگ‌تر شده و در مواردی سازمان چندین نفر از اعضا را که می‌خواستند از زندگی مخفی دست بردارند یا از سازمان خارج شوند، اعدام کردند. همچنین تأثیر زیادی در شکل‌گیری سازمان مجاهدین خلق به عنوان یک گروه چریکی مارکسیستی و مسلح داشتند.
مازیار بهروز استاد دانشگاه و تاریخ‌نگار احزاب چپ در ایران، فعالیت‌های انجام شده فدائیان خلق را نه «تروریسم» به معنای سیاسی، بلکه «عمل تروریستی» می‌داند.

## پیشینه
سازمان چریک‌های فدایی خلق ایران از وحدت و ادغام دو گروه چپ‌گرای معتقد به مبارزه مسلحانه در اواخر فروردین ۱۳۵۰، پدید آمد: گروهی که بیژن جزنی، عباس سورکی، غفور حسن‌پور، علی‌اکبر صفایی فراهانی، محمد صفاری آشتیانی و حمید اشرف از مؤسسان آن بودند (گروه یک) و گروه دیگری که مسعود احمدزاده و امیر پرویز پویان از پایه‌گذارانش بودند (گروه دو). این دو گروه، پس از حمله به ژاندارمری سیاهکل در نوزدهم بهمن ماه ۴۹ و اعدام ۱۳نفر از پیشتازان «جنبش فدایی» در ۲۶ اسفند ۱۳۴۹، به‌طور کامل به‌هم پیوستند و به عنوان «چریک‌های فدایی خلق ایران» و مدت کوتاهی بعد با عنوان «سازمان چریک‌های فدایی خلق ایران» (سچفخا) اعلام موجودیت کردند.
گروه یک (بیژن جزنی - حسن ضیاظریفی)، عمدتاً از افرادی تشکیل شده بود که در دهه ۳۰ و ۴۰ به مبارزه روی آورده بودند و در مبارزات سیاسی جبهه ملی دوم شرکت فعالی داشتند.
گروه دو (مسعود احمدزاده - امیرپرویز پویان) در مقایسه، تجربه مبارزه عملی کم‌تری داشت و شناخت عینی از حزب توده نداشتند. برخی از اعضای این گروه سابقه فعالیت در جبهه ملی در سال‌های چهل را با خود داشتند، ولی تجربهٔ انقلاب کوبا و مبارزهٔ چریکی در آمریکای لاتین، جایگاه ویژه‌ای را در این گروه به خود اختصاص داده بود. جزوه‌های «ضرورت مبارزه مسلحانه و رد تئوری بقا» نوشته امیرپرویز پویان و «مبارزه مسلحانه، هم استراتژی و هم تاکتیک» نوشته مسعود احمدزاده و چند نوشتار دیگر بنیان فکری گروه را تشکیل می‌داد.
هر دو گروه در کلیات زیر توافق داشتند:
- پذیرش اندیشه مارکسیسم-لنینیسم.
- پذیرش مبارزه مسلحانه، هم در استراتژی و هم در تاکتیک.
- بی‌طرفی در قبال اختلافات چین و شوروی.
- کوشش برای توسعه جنبش انقلابی در ایران به مثابه وظیفه‌ای ملی و انترناسیونالیستی در پراتیک.
- پذیرش برافتادن مناسبات فئودالی و چیرگی مناسبات سرمایه‌داری در ایران و وابستگی آن به امپریالیسم.
- ارزیابی از انقلاب ایران به مثابه انقلاب دموکراتیک - توده‌ای.
- باور به ضرورت سرکردگی طبقه کارگر برای پیروزی قطعی انقلاب دموکراتیک و گذار بی‌وقفه به انقلاب سوسیالیستی و دیکتاتوری پرولتاریا برای استقرار سوسیالیسم در ایران.
- نفی ضرورت مبارزه برای تشکیل حزب طبقه کارگر به عنوان امری فوری.

در اواسط پنجاه دو گرایش مبارزه چریکی احمدزاده و گرایش جزنی برای تبلیغ مسلحانه رو در روی یکدیگر قرار گرفتند اما تا مقطع بیست و یکم بهمن ماه ۵۷ این دو گرایش به حیات خود در سازمان که به شدت زیر ضربه‌های ساواک قرار گرفته بود، ادامه دادند. با وجود آن‌که رهبری سچفخا نسبت به به‌دست گرفتن رهبری مبارزه علیه رژیم شاه توسط روحانیون به سرکردگی خمینی هشدار داد، اما عملاً خطی که به حزب توده گرایش داشت به رهبری سازمان رسید (اکثریت) و روش سیاسی را دنبال کرد.
با وجود نقش چریک‌های فدایی خلق در قیام بیست و دوم بهمن ماه و سرنگونی رژیم شاه آن‌ها از همان ابتدا در برخی مناطق ایران نظیر کردستان، خوزستان و ترکمن صحرا از طریق ایجاد شوراهای مسلح علیه رژیم جدید دست به مبارزه مسلحانه زدند.
با انشعاب اکثریت / اقلیت در درون این سازمان، خط مشی این دو جریان روشن‌تر شد، اقلیت به مبارزه مسلحانه با رژیم روی آورد. با کشته شدن تمامی رهبران اصلی سازمان (اقلیت) در جریان سرکوب‌های خشن دهه شصت، این سازمان ارگان‌ها و نشریهٔ خود را به خارج از کشور منتقل کرد و از آن زمان چند انشعاب دیگر نیز در این سازمان رخ داده‌است. بخشی از این سازمان در سال ۷۶ در کنفرانس خود رسماً نام خود را به سازمان فدائیان (اقلیت) تغییر داد.

## گروه جزنی
بیژن جزنی در نوروز ۱۳۴۲، با چندتن از فعالان جنبش دانشجویی مانند حسن ضیاءظریفی و عباس سورکی گروهی را تشکیل داد که بعدها به «گروه جزنی - ظریفی» (گروه یک) معروف شد. در روز ۲۳ دی ۱۳۴۶ به مناسبت شب هفت غلامرضا تختی گردهمایی باشکوهی بر سر مزارش برپا شد. جزنی یکی از برگزارکنندگان اصلی این مراسم بود.
یک ماه پس از مرگ تختی در بعد از ظهر روز ۱۷ بهمن ۴۶، بیژن جزنی و عباس سورکی بازداشت و به‌زندان قزل قلعه برده شدند. در روز ۱۸ بهمن ۴۶، ساواک شمار دیگری از اعضای گروه جزنی را دستگیر کرد، از جمله، سعید (مشعوف) کلانتری (دائی بیژن)، محمد چوپان‌زاده، حسن ضیاءظریفی، عزیز سرمدی، احمد جلیل افشار، ضرار زاهدیان، سیروس شهرزاد. دادگاه گروه جزنی به‌ریاست تیمسار ضیاء فرسیو، در بهمن ۱۳۴۷، حدود یک سال پس از دستگیری آن‌ها، برگزار شد.
گروه جزنی پس از دستگیری‌های سال ۱۳۴۶ از هم نپاشید و شماری از اعضای آن از دستبرد ساواک درامان ماندند و چندی بعد، گروه را تجدید سازمان کردند. بازماندگان گروه عبارت بودند از: علی اکبر صفایی فراهانی، محمد صفاری آشتیانی، غفور حسن‌پور، رحمت‌الله پیرونذیری، اسکندر صادقی‌نژاد و حمید اشرف اعضای ادامه‌دهنده گروه جزنی در بیرون از زندان، در سال ۱۳۴۹ به‌آمادگی برای عملیات مسلحانه دست یافتند.

## تفاوت دیدگاه‌های جزنی و احمدزاده
گروه جزنی و گروه احمدزاده در فاصله ماه‌های شهریور تا دی ۱۳۴۹ بر سر انتخاب «استراتژی و تاکتیک مبارزه مسلحانه» مباحثات طولانی داشتند. جزوه «آنچه یک انقلابی باید بداند» که در آخر تابستان ۱۳۴۹ به نام علی‌اکبر صفایی فراهانی درآمده بود، کلی‌ترین برداشت‌های دیدگاه اول (=دیدگاه جزنی) را به‌دست می‌داد. جزوه‌های «ضرورت مبارزه مسلحانه و رد تئوری بقا» (بهار ۱۳۴۹)، به‌قلم امیرپرویز پویان و «مبارزه مسلحانه، هم استراتژی و هم تاکتیک» (آخر تابستان ۱۳۴۹)، نوشته مسعود احمدزاده، دیدگاه دوم را مطرح می‌نمود.
هر دو گروه در پژوهش‌ها و بررسی‌های خود به این نتیجه رسیده بودند که جامعه ایران پس از انقلاب سفید و اصلاحات ارضی تبدیل به جامعه‌ای سرمایه‌داری شده‌است؛ به‌واسطه دیکتاتوری است که توده‌های زیر ستم از حرکت وامانده‌اند؛ و بر پیشاهنگ است که با برافروختن آتش مبارزه مسلحانه و از خود گذشتن و جانبازی، توده‌ها را از حالت خمودی و خموشی درآورد و «انرژی ذخیره توده‌ها را به‌انفجار بکشاند»...
گروه جزنی معتقد به کار در شهر و روستا بودند. به باور آن‌ها، «چون هدف از اولین اقدامات مسلحانه، تغییر فضای سیاسی جامعه و به‌طورکلی تبلیغ مسلحانه‌است، عملیات مسلحانه در روستا و شهر می‌توانند یکدیگر را کامل کنند و گذشته از آن، وجود سلول‌های مسلح در کوه و شهر، به‌مثابه یک عامل حمایت‌کننده تاکتیکی، می‌تواند مورد استفاده قرارگیرد… جنبش روستایی می‌تواند کادرهایی را که در شهر امکان ادامه مبارزه ندارند، به خود جلب کنند و با اجرای عملیات مسلحانه، قوای دشمن را در مناطق وسیعی به‌خود مشغول دارد و این مناطق را به‌طور وسیعی «سیاسی» کند. همچنین، جنبش چریکی شهری با برهم زدن نظم شهرها، می‌تواند قسمتی از قوای دشمن را تجزیه کرده و سیستم عصبی دشمن را نیز مورد آسیب قراردهد…» (بیژن جزنی، تاریخ سی ساله، تهران ۱۳۵۷، ص۱۰).
گروه جزنی (گروه جنگل) برای آغاز مبارزه مسلحانه جنگل گیلان را برگزیده بود، اما، گروه احمدزاده جنگ چریکی شهری را ترجیح می‌داد.
گروه احمدزاده متکی بر تجارب و تئوری انقلاب برزیل، پیشنهاد سازمان‌دهی جنگ چریکی شهری را می‌داد و معتقد بود که جنبش باید اول در شهر دور بگیرد و سپس، کار در روستا، متکی به مبارزه دور گرفته در شهر، آغاز گردد و در این مرحله مبارزه، به‌طور عمده از شهر به روستا منتقل گردد.
گروه جنگل پیشنهاد آغاز مبارزه هم‌زمان در شهر و روستا را می‌داد و معتقد بود که کار در شهر و روستا، در صورت امکان، باید شروع شود، البته، به‌تقدم عملیات در شهر معتقد بود، ولی، این تقدم فقط جنبه تاکتیکی داشت و به‌منظور آماده کردن افکار عمومی برای جذب و تاٌثیرپذیری بیشتر از عمل کوه بود. در حالی که این تقدم زمانی از نظر گروه احمدزاده جنبهٌ استراتژیک داشت. به هر حال، تماس دو گروه در سراسر پاییز ۴۹ به بحث‌های تئوریک گذشت…
در دی‌ماه ۴۹، دو گروه بر سر تنظیم برنامه مبارزات آینده به توافق رسیدند و از جمله، بر این توافق شد که گروه احمدزاده-پویان چند تن از اعضایش را برای اعزام به جنگل آماده کند. از این گروه احمد فرهودی در بهمن ۴۹ به جنگل اعزام شد و به دسته چریکی جنگل به‌فرماندهی علی‌اکبر صفایی فراهانی پیوست.

## رویداد سیاهکل
مبارزه مسلحانه که طی چندین سال در شرایط دشوار تدارک یافته بود، سرانجام، در ۱۹ بهمن سال ۱۳۴۹ (۸ فوریه ۱۹۷۱) با حمله یک دسته چریک به پاسگاه ژاندارمری سیاهکل آشکار شد. گروه جنگل مجموعاً ۲۲نفر بودند. شماری از آن‌ها برای شناسایی و عملیات به‌کوه رفتند و به «گروه یا دسته کوه» معروف بودند. بقیه که در شهر ماندند «گروه شهر» نامیده می‌شدند.
در کوه و شهر جمعاً، ۱۷نفر دستگیر شدند که از این ۱۷نفر ۱۳نفر علی اکبر صفایی فراهانی، غفور حسن‌پور، هادی بنده‌خدا، احمد فرهودی، هوشنگ نیری، اسکندر رحیمی، جلیل انفرادی، عباس دانش، محمدهادی فاضلی، اسماعیل معینی، شعاع‌الدین مشیدی، ناصر سیف‌دلیل صفایی و محمدعلی محدث قندچی در تاریخ ۲۶ اسفند ۴۹ تیرباران شدند.
از گروه ۲۲ نفره جنگل، فقط، پنج تن زنده و آزاد باقی‌ماندند. گروه احمدزاده در آن زمان یک تیم شهری سازمان داده بود که با حمله به‌کلانتری قُلهک در روز ۱۴ فروردین ۱۳۵۰، مسلسل نگهبان کلانتری را به غنیمت گرفتند. پنج نفر باقی‌مانده از گروه جنگل، در روز ۱۹ فروردین ۱۳۵۰ سرلشکر ضیاء فَرسیو، رئیس اداره دادرسی ارتش، را کشتند.
چریک‌های فدایی خلق پس از این دو عملیات آمادگی‌شان را برای ادامه راه در اطلاعیه‌ای اعلام کردند:
... هر جا ظلم هست، مقاومت و مبارزه هم هست… ما فرزندان انبوه زحمتکشانی هستیم که در طول صدها سال با افشاندن خون‌شان به‌ما یاد داده‌اند که چگونه می‌توان به آزادی و زندگی شرافتمندانه دست یافت… مبارزه چریکی شروع شده‌است… یورش قهرمانانه چریک‌های از جان گذشته به‌پاسگاه سیاهکل در گیلان بار دیگر، به روشنی تمام، نشان می‌دهد که مبارزه مسلحانه تنها راه آزادی مردم ایران است. ما چریک‌های فدایی خلق با حمله به پاسگاه کلانتری قُلهک و اعدام فرسیو جنایتکار نشان دادیم که راه قهرمانانه سیاهکل را ادامه خواهیم داد… 
در اواخر فروردین ۱۳۵۰ بازماندگان گروه جنگل و گروه مسعود احمدزاده در هم ادغام شدند. از پیوند آن دو، «چریک‌های فدایی خلق» پدید آمد.

## عملیات در دهه پنجاه
از شکل‌گیری جنبش جنگل چندین عملیات توسط چریک‌های فدایی خلق صورت گرفت که شامل انفجار دکل‌های برق، انفجار برخی مراکز پلیس، ترور سرلشکر فرسیو رئیس دادرسی ارتش، ترور محمدصادق فاتح یزدی به عنوان یکی از بزرگ‌ترین کارخانه‌داران ایران، حمله و سرقت از بانک‌های حکومت پهلوی و بمب‌گذاری در دفاتر شرکت‌های نفتی آمریکایی انجام دهند.
دوره ۵۷–۱۳۴۹ را می‌توان به دو مرحله تقسیم کرد.
- مرحله اول بین سال‌های ۱۳۴۹ تا ۱۳۵۴: که حمید اشرف هنوز زنده بود، تزهای احمدزاده خط مشی رسمی سازمان تلقی می‌شد. این مرحله دو ویژگی داشت. نخست، عمدتاً با عملیات نظامی ای مشخص می‌شد که طرح‌ریزی آن را سازمانی بر عهده داشت که در این خصوص کم تجربه بود. به گونه‌ای که فداییان بسیاری از اعضای قابل و از خود گذشته خود را از دست دادند. دوم، گسترش سازمان بود، فرایندی که با جذب اعضای جدید و وحدت با گروه‌های مسلح کوچک‌تر فراهم آمد.

به‌طور کل در این مرحله، از آن‌جا که برداشت فداییان از مبارزه مسلحانه بر پایه تحلیل احمدزاده قرار داشت، به تبلیغات سیاسی چندان توجه نمی‌شد. عملیات مسلحانه فداییان برای آن‌ها بسیار گران تمام می‌شد. در واقع نوعی جنگ روانی بین ساواک و فداییان وجود داشت که به موجب آن هر حمله‌ای از یک طرف، با حمله طرف مقابل پاسخ داده می‌شد. در پایان این مرحله، سازمان در مبارزه خود با رژیم به بن‌بست رسیده بود. با وجود قربانیان فراوان و عملیات نظامی بسیار، و این که سازمان خود را به عنوان یک نیروی سیاسی – نظامی در جامعه مطرح ساخته بود، فداییان قادر نبودند هیچ گونه پایگاهی در میان طبقه کارگر ایجاد کنند.
- مرحله دوم بین سال‌های ۱۳۵۴ تا ۱۳۵۷: در این مرحله چندین ضربه به فداییان وارد آمد. در فروردین ۱۳۵۴، جزنی به همراه شش تن از اعضای اصلی گروه جزنی – ظریفی (و دو عضو مجاهدین خلق) در زندان اوین به قتل رسیدند. همچنین به دنبال یک رشته ضربه‌های پی در پی، در تیر ۱۳۵۵ حمید اشرف و نه تن دیگر از رهبران و اعضای فداییان در نبردی طولانی با پلیس در تهران کشته شدند.

در مهر ۱۳۵۵ انشعابی رخ داد. کسانی که جدا شدند از اساس از تئوری مبارزه مسلحانه ناامید شده و به پذیرش رویکرد حزب توده روی آورده بودند. آن‌ها خود را گروه منشعب از سازمان چریک‌های فدایی خلق ایران نامیدند. رهبری آن‌ها را تورج حیدری بیگوند بر عهده داشت. وی چند ماه پس از انشعاب کشته شد. اعضای دیگر فریبرز صالحی، حسین قلمبر، فرزاد دادگر، سیما بهمنش و فاطمه ایزدی بودند. گروه، مبارزه مسلحانه را به کلی واگذاشت، به شاخه حزب توده پیوست و به انتشار نشریه «نوید» کمک کرد.

## فداییان در آستانه انقلاب بهمن ۱۳۵۷

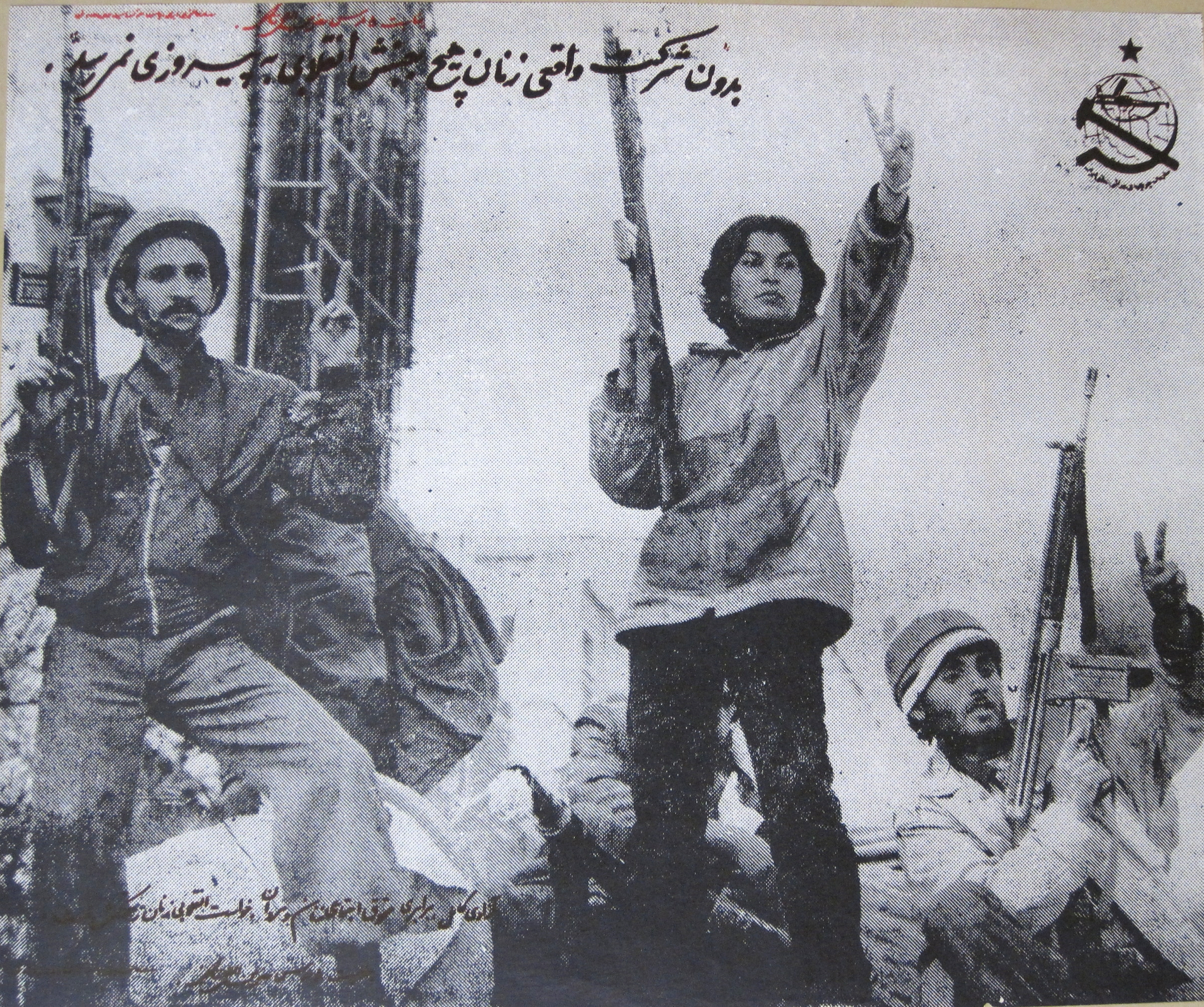
پوستر سازمان چریک‌های فدایی خلق ایران برای روز جهانی زن

پذیرش تزهای جزنی از سوی سازمان، با نخستین نشانه‌های خیزش انقلابی در ایران هم‌زمان شد. در این زمان توانایی‌های فداییان محدود بود و سازمان هنوز در تلاش جبران ضربات سال گذشته بود. با این وجود فداییان تنها گروه مسلحی بودند که در مبارزه انقلابی به نحو مؤثر و سازمان یافته‌ای شرکت کردند. در واقع، هنگامی که مبارزه انقلابی به برخورد رو در رو و خشونت‌آمیز اواخر بهمن ۱۳۵۷ کشید، فداییان، در کنار سایر گروه‌های چریکی، در دفاع مسلحانه به مردم پیوستند. فداییان به دو دلیل توانستند کارآمد تر از سایر گروه‌های چریکی در آخرین روزهای انقلاب مشارکت کنند. نخست آن که، با وجود ضربات سال ۱۳۵۵، هنوز هم آماده‌ترین گروه مسلح در داخل کشور بود و دوم آن که، روز پیش از برخوردهای مسلحانه در تهران، فداییان مراسم سالگرد عملیات سیاهکل را مقابل دانشگاه پلی تکنیک تهران برگزار کرده بودند. این به آن معنا بود که تمام اعضای باتجربه سازمان، در یک نقطه جمع شده و قادر بودند هواداران را مسلح کنند.
در زمان انقلاب، سازمان چریک‌های فدایی خلق ایران با صدور اعلامیه‌ای با گرامیداشت ورود خمینی به کشور، بازگشت وی را تجلی اراده خلق ایران توصیف کرد. این سازمان، در اعلامیه خود ارتش ایران را مزدور خوانده و خواستار ادامه انقلاب تا نابودی کامل امپریالیسم شدند:

«مردم ایران در آستانه یک پیروزی دیگر آیت‌الله خمینی مبارز عالی‌قدر و پیشوای بزرگ شیعیان به میهن بازمی‌گردد. ودیعه این بازگشت، خون سرخ مردمی است که با آرمان ایرانی آزاد و دموکراتیک به استقبال گلوله‌های ارتش مزدور شتافتند. این بازگشت تجلی اراده خلق‌های زحمتکش و قهرمان میهن ماست. سازمان چریک‌های فدایی خلق ایران آن را گرامی می‌دارد. با این اعتقاد که باید انقلاب را، همگام با همه میهن‌پرستان و آزادی‌خواهان واقعی و با اتکاء به وسیع‌ترین اقشار زحمتکش خلق، تا نابودی کامل امپریالیسم و نوکرانش، تا استقرار کامل حاکمیت خلق همه مردم است، به پیش رانیم.»

## پس از انقلاب ۱۳۵۷
هر روز ده‌ها هزار نسخه اعلامیه در سراسر ایران از سوی اعضا ستاد مرکزی سازمان در تهران و شهرستان‌ها پخش می‌گردید. «کار» نشریه سازمان که یک ماه پس از قیام توده‌ها منتشر شد در تیراژ وسیع منتشر و توزیع می‌گردید. شوراهای بسیاری در واحدهای تولیدی بزرگ، کارخانه‌ها، روستاها، ادارات، دانشگاه‌ها، مدارس و مناطق ملی تشکیل شد و تحت هدایت ستادهای محلی سازمان و هواداران سازمان قرار گرفت.
ولی سازمان فدایی فاقد هویت نظری مشخص بود و در چارچوب عمومی آن گرایش‌های مختلفی می‌توانستند جای بگیرند. پلاتفرم سازمان در آستانه قیام بهمن که مضمون اصلی اش، قطع هرگونه روابط اسارت بار با امپریالیسم، مصادره و ملی کردن سرمایه‌های بزرگ، انحلال ارتش و پلیس و ارگان‌های امنیتی، تسلیح توده‌ها و تشکیل ارتش خلق، گسترش شوراها، تأمین آزادی‌های سیاسی، حق آزادی بیان و قلم، تحزب و تشکیل سازمان‌های توده‌ای، اصلاحات ارضی دموکراتیک و دفاع از حق تعیین سرنوشت خلق‌های تحت ستم ایران بود، نتوانست به هویت‌یابی کل سازمان بینجامد.
همین امر باعث شد که سازمان فدایی با بحران مواجه گردد و اولین نشانه‌ها بروز یافتند. در اواخر سال ۵۷ یکی از فداییان خلق در رشت به نام فداییان خلق گروه م. ل اعلام انشعاب از سازمان کرد. رهبر این گروه مبارزی به نام پاشا مقیمی بود که سال ۱۳۶۳ اعدام شد. اوائل سال ۵۸، بخشی که به ادامه مشی مبارزه مسلحانه و چریکی اعتقاد داشتند از سازمان جدا شده و سازمان دیگری را بنیان نهادند. «چریکهای فدایی خلق ایران» (بدون پیشوند سازمان) که با نام گروه اشرف دهقانی مشخص می‌شدند محصول اولین جدایی بود.
شکل‌گیری دو گروه اقلیت و اکثریت، که هیچ‌کدام در آستانه انشعاب دارای هویت مشخص و تعین نظری نبودند و صرفاً چند موضع‌گیری و خط مشی کلی سیاسی در قبال جمهوری اسلامی ایران، آن‌ها را از هم متمایز می‌ساخت منجر به انشعاب بزرگی در سازمان شد. اکثریت بزرگی از اعضای سازمان دیگر اعتقادی به مبارزه مسلحانه نداشتند.
ماه بعد انشعاب دیگری در سازمان چریک‌های فدایی خلق ایران (اکثریت) رخ داد و جناح چپ از آن جدا شد. سازمان فداییان خلق ایران (اکثریت) در ادامه روند فاصله‌گیری از خط مشی چریکی گذشته به تدریج به پذیرش خط مشی وقت حزب توده ایران نزدیک شد و در راه وحدت با آن حزب گام برداشت.
چرخش تدریجی و گام به گام سازمان فداییان خلق ایران (اکثریت) نهایت به پیمودن راه وحدت با حزب توده ایران، و به انشعابی دیگر انجامید و در آذرماه ۶۰ انشعابی در این سازمان صورت گرفت. انشعاب کنندگان کلمه اکثریت را حذف کرده و سازمانی به نام سازمان فداییان خلق ایران ایجاد کردند.
سازمان فداییان خلق ایران (اکثریت) بعدها در نخستین کنگره خود، سال‌ها پس از سرکوب این سازمان در سال ۶۲، به بررسی خطاهای خود در سال‌های اولیه پس از انقلاب ۵۷ پرداخت.

## وضعیت کنونی
اکنون جنبش فدایی متشکل از گردان‌های مختلفی است که در فاصله‌های گوناگونی از رویکرد سیاسی و همچنین ایدئولوژیک سازمان بنیان‌گذار قرار دارند.
- سازمان چریک‌های فدایی خلق ایران (حسین زهری)
- سازمان چریک‌های فدایی خلق ایران
- سازمان چریک‌های فدایی خلق ایران (مهدی سامع)
- سازمان فداییان (اقلیت)
- سازمان اتحاد فداییان کمونیست
- سازمان اتحاد فداییان خلق ایران
- سازمان فداییان خلق ایران (اکثریت)
- چریک‌های فدایی خلق ایران (جریان اشرف دهقانی)
- حزب چپ ایران (فداییان خلق)
- هسته اقلیت

## یادکرد
1. 1 2  مازیار بهروز، شورشیان آرمانخواه، ترجمه مهدی پرتوی، انتشارات ققنوس، صفحه 110-111.
2. ↑  مازیار بهروز، شورشیان آرمانخواه، ترجمه مهدی پرتوی، انتشارات ققنوس، صفحه 116-117.
3. 1 2  چریک‌ها وارداتی نبودند، مازیار بهروز، مهرنامه، شماره ۴۱، اردیبهشت ۹۴، صفحهٔ ۱۸۷.
4. ↑  مازیار بهروز، شورشیان آرمانخواه، ترجمه مهدی پرتوی، انتشارات ققنوس، صفحه 122.
5. 1 2  مازیار بهروز، شورشیان آرمانخواه، ترجمه مهدی پرتوی، انتشارات ققنوس، صفحه ۱۲۱–۱۲۲.
6. 1 2  چریک‌ها وارداتی نبودند، مازیار بهروز، مهرنامه، شماره ۴۱، اردیبهشت ۹۴، صفحه ۱۸۷–۱۸۶.
7. 1 2  www.niknami.ir, Tohid Niknami (+98) 9125061396. "چریک‌های فدایی رها از اکثریت و اقلیت!-مؤسسه مطالعات و پژوهش‌های سیاسی". psri.ir (به انگلیسی). Retrieved 2023-02-16.
8. 1 2  «سیاهکل: "شکستی که حماسه شد"». BBC News فارسی. ۲۰۱۱-۰۲-۰۴. دریافت‌شده در ۲۰۲۱-۱۱-۱۵.
9. ↑  محمود نادری، چریک‌های فدایی خلق، از نخستین کنش‌ها تا بهمن ۱۳۵۷، تهران، مؤسسه مطالعات و پژوهش‌های سیاسی، ۱۳۸۸، ج ۱، صفحه ۳۰۷.
10. ↑  «جنگ و گریز ساواک با چریک «افسانه» ای حمید اشرف از نگاهی دیگر». www.radiozamaneh.com. دریافت‌شده در ۲۰۲۳-۰۲-۱۶.
11. ↑  آبراهامیان، ایران بین دو انقلاب، ص۶۱۰–۶۱۱ و ۶۵۱–۶۵۲
12. ↑  مازیار بهروز، ص۱۳۰
13. 1 2  روزنامه اطلاعات چهاردهم بهمن پنجاه و نه، صفحه هشتم.
14. 1 2  www.cgie.org.ir https://www.cgie.org.ir/popup/fa/system/contentprint/9249. دریافت‌شده در ۲۰۲۳-۰۲-۱۷. پارامتر |عنوان= یا |title= ناموجود یا خالی (کمک)
15. ↑  مازیار بهروز، شورشیان آرمانخواه، ترجمه مهدی پرتوی، انتشارات ققنوس، صفحه ۱۸۵.
16. ↑  مازیار بهروز، ص۱۸۳
17. ↑  مازیار بهروز، ص۱۸۴–۲۰۶
18. ↑  saeed rahnama, in "Reformers and revolutionaries" cp11, p254, 265
19. ↑  Vahabzadeh, Peyman (2010). Guerilla Odyssey: Modernization, Secularism, Democracy, and the Fadai Period ... Syracuse: Syracuse University Press. p. 134.
20. ↑  Milani, Abbas (2008). Eminent Persians Vol. 2. Syracuse: Syracuse University Press. pp. 838–842.
21. ↑  مازیار بهروز، شورشیان آرمانخواه، ترجمه مهدی پرتوی، انتشارات ققنوس، صفحه ۱۱۷–۱۱۸.
22. ↑  مازیار بهروز، شورشیان آرمانخواه، ترجمه مهدی پرتوی، انتشارات ققنوس، صفحه ۱۲۵–۱۲۷.
23. ↑  مازیار بهروز، شورشیان آرمانخواه، ترجمه مهدی پرتوی، انتشارات ققنوس، صفحه ۱۲۰.
24. 1 2  ارواند آبراهامیان (۱۳۷۷)، «بخش یکم؛ پیشینهٔ تاریخی»، ایران بین دو انقلاب، ترجمهٔ احمد گل‌محمّدی، محمّدابراهیم فتّاحی، نشر نی، ص. صص ۵۹۶–۶۰۳، شابک ۹۶۴-۳۱۲-۳۶۳-۴